# NGC 5593
NGC 5593 је расејано звездано јато у сазвежђу Вук које се налази на NGC листи објеката дубоког неба.
Деклинација објекта је - 54° 47' 54" а ректасцензија 14h 25m 40,0s. Привидна величина (магнитуда) објекта NGC 5593 износи 12,7. NGC 5593 је још познат и под ознакама OCL 926, ESO 175-SC8.